# Saunasaari (ö i Södra Karelen, Villmanstrand, lat 61,32, long 28,30)
Saunasaari är en ö i Finland. Den ligger i sjön Saimen och i kommunen Taipalsaari i den ekonomiska regionen  Villmanstrands ekonomiska region  och landskapet Södra Karelen, i den södra delen av landet, 220 km nordost om huvudstaden Helsingfors. Öns area är 3 hektar och dess största längd är 320 meter i sydöst-nordvästlig riktning.